# 3. NL – Istok
Treća nogometna liga – Istok (prethodno zvana 3. HNL – Istok) 4. je rang hrvatskog klupskog nogometa. Uključuje 16 klubova iz 4 istočne županije. Igra se 30 utakmica, dvokružnim sustavom. Na kraju svake sezone najbolja momčad konkurira za popunu više lige, a posljednje plasirane ispadaju u MŽNL Osijek – Vinkovci ili MŽNL Slavonski Brod – Požega, ovisno o županijskoj pripadnosti kluba.
Od sezone 2019./20., 3. HNL – Istok čine samo klubovi iz 4 slavonske županije (Osječko-baranjska, Vukovarsko-srijemska, Požeško-slavonska i Brodsko-posavska županija) s ukupno 16 klubova, a od sezone 2019./20. s 18 klubova.

## Dosadašnji prvaci
- 2024./25. – Đakovo-Croatia
- 2023./24. – Slavonija Požega
- 2022./23. – Slavonija Požega
- 2021./22. – Vukovar 1991
- 2020./21. – Belišće
- 2019./20. – Marsonia
- 2018./19. – Cibalia Vinkovci
- 2017./18. – Osijek II
- 2015./16. – Međimurje Čakovec
- 2015./16. – Međimurje Čakovec
- 2014./15. – Slavija Pleternica
- 2013./14. – BSK Bijelo Brdo
- 2012./13. – Slavonija Požega
- 2011./12. – BSK Bijelo Brdo
- 2010./11. – Podravina Ludbreg
- 2009./10. – Lipik
- 2008./09. – Grafičar-Vodovod Osijek
- 2007./08. – Suhopolje
- 2006./07. – Slavonac Stari Perkovci
- 2005./06. – Croatia Đakovo
- 2004./05. – Graničar Županja
- 2003./04. – Višnjevac
- 2002./03. – Slavonija Požega
- 2001./02. – Dilj Vinkovci
- 2000./01. – Metalac Osijek Koteks
- 1999./00. – Papuk Velika
- 1998./99. – Marsonia Slavonski Brod
- 1997./98. – Cibalia Vinkovci
- 1996./97. – Croatia Đakovo
- 1995./96. – Slaven Belupo Koprivnica
- 1994./95. – Slavonija Požega
- 1993./94. – Đakovo
- 1992./93. – Croatia Đakovo

## Vanjske poveznice
- Nogometno središte Osijek  Arhivirana inačica izvorne stranice od 22. veljače 2017. (Wayback Machine)
- hns-cff.he, 3. HNL Istok
- nogos.info  Arhivirana inačica izvorne stranice od 22. svibnja 2016. (Wayback Machine)